# باي كامارا
باي كامارا (بالإنجليزية: Bai Kamara)‏ هو مغن مؤلف سيراليوني، ولد في 2 ديسمبر 1966.

## وصلات خارجية
- باي كامارا على موقع ميوزك برينز (الإنجليزية)
- باي كامارا على موقع أول ميوزيك (الإنجليزية)
- باي كامارا على موقع ديسكوغز (الإنجليزية)